# Nico Ditch

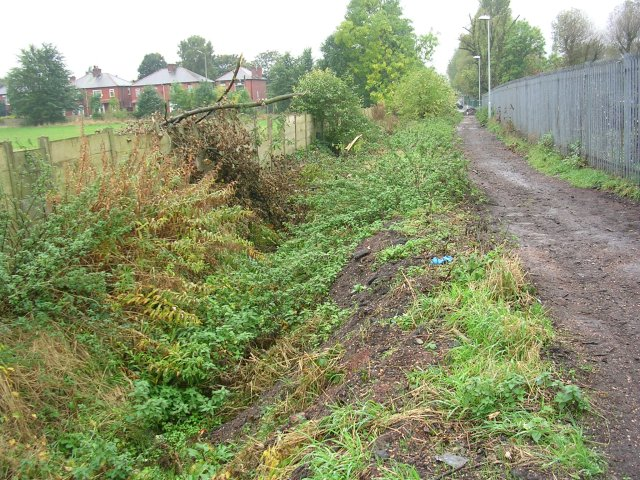
Der Nico Ditch bei Levenshulme

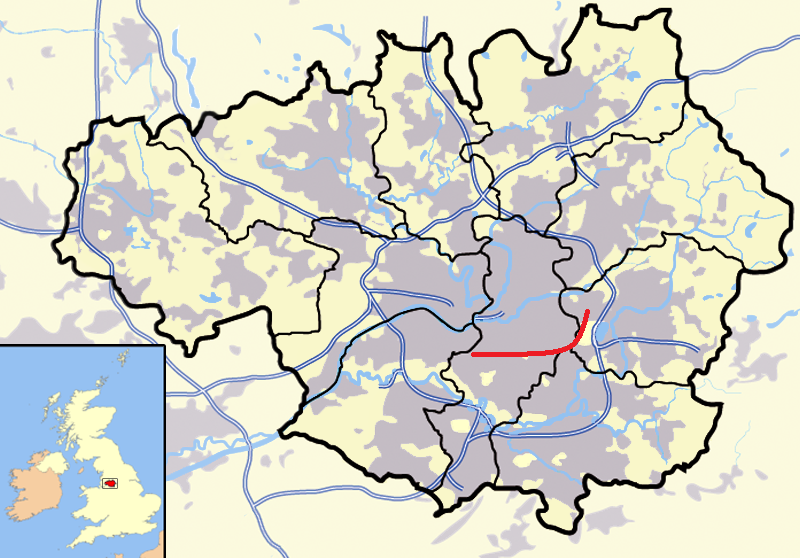
Ungefährer Verlauf des Nico Ditch im Großraum Manchester

Der Nico Ditch („Nico-Graben“, gelegentlich auch Mickle Ditch oder Nikker genannt) ist ein künstlich angelegter Graben, der sich zwischen Ashton-under-Lyne und Stretford durch die südlichen Vororte der englischen Großstadt Manchester zieht. Datierung und Deutung des Bauwerks sind unsicher, doch wurde der Graben wohl zwischen dem Ende der Römerzeit im 5. Jahrhundert und der normannischen Invasion Englands im 11. Jahrhundert als Verteidigungsanlage oder als Grenzmarkierung ausgehoben. Der Graben hatte ursprünglich eine Länge von mindestens 9,7 Kilometern, ist aber heute an vielen Stellen überbaut. An den erhaltenen Stellen hat der Graben eine Breite von drei bis vier Metern und ist bis zu anderthalb Meter tief. Zu den erhaltenen Abschnitten zählt ein rund 300 Meter langes Teilstück auf dem Gelände eines Golfplatzes in Denton. Ein 135 Meter langer Abschnitt im Platt Fields Park ist als Scheduled Ancient Monument denkmalgeschützt.

## Geschichte
Möglicherweise stellte der Graben im 7. Jahrhundert eine Grenzmarkierung der expandierenden Angelsachsen dar. Denkbar ist auch, dass er im späten 8. oder frühen 9. Jahrhundert die Grenze zwischen den angelsächsischen Königreichen Mercia und Northumbria markierte, die zu dieser Zeit mit dem Königreich Wessex, den Dänen und keltischen Britanniern um die Vorherrschaft in Nordwestengland konkurrierten. Einer Legende zufolge wurde der Graben in einer einzigen Nacht von den Bewohnern Manchesters als Schutz gegen einen Wikingerangriff gebaut, der um 870 datiert wird. Jeder Mann war demnach verpflichtet, seinen Teil des Grabens auszuheben, so tief wie sein Scheitel hoch war. Aus dem 19. Jahrhundert stammt die Mär, dass der Graben einst Schauplatz einer Schlacht zwischen Dänen und Angelsachsen war; in einer dazu passenden Volksetymologie wurden die Namen der angrenzenden Orte Gorton und Reddish fälschlich als Gore Town („Blutstadt)“ und Red-Ditch („Rotgraben“) erklärt. Ausgrabungen von Archäologen der Universität Manchester zwischen 1990 und 1997 konnten zwar keine Anhaltspunkte für eine genauere Datierung erbringen, doch geht aus dem Abschlussbericht des Projekts hervor, dass ein militärischer Zweck des Grabens unwahrscheinlich ist, weil Wehrgräben zumeist V-förmig ins Erdreich eingeschnitten sind, der Nico Ditch jedoch ein eher U-förmiges Profil zeigt. Was auch der ursprüngliche Zweck des Grabens gewesen sein mag, so stellte er sicherlich seit dem Mittelalter eine Grenze dar – noch heute bilden manche Abschnitte die Grenze zwischen den Gemarkungen von Manchester auf der einen und Stockport und Tameside auf der anderen Seite. 
Die erste schriftliche Erwähnung des Grabens findet sich in einer Schenkungsurkunde aus dem Jahr 1190, in der den Mönchen von Kersal Cell Ländereien in Audenshaw zugesprochen werden. Hier wird der Graben zum einen lateinisch als magnum fossatum („Großer Graben“) sowie mit dem gleichbedeutenden englischen Namen Mykelldiche (wohl zu altenglisch micel, „groß“) bezeichnet. Eine alternative Deutung sieht den Ursprung des heutigen Namens in der Bezeichnung eines Wassergeistes der angelsächsischen Vorstellungswelt, der Hnickar oder Nickar; gemäß einer weiteren Theorie besteht ein Zusammenhang mit altenglisch nǽcan – „töten.“